# 稚内市立稚内南中学校
稚内市立稚内南中学校（わっかないしりつ わっかないみなみちゅうがっこう）は、北海道稚内市緑1丁目にある中学校。同市緑・こまどり・大黒1 - 4・末広1 - 2・西浜・抜海地区（以上稚内南小学校）と港地区（以上稚内港小学校）の校区を学区とする。2007年3月に抜海小中学校と統合し、現在に至る。
南地区の発展に伴い徐々に生徒数が増加したが、ここ最近は横ばいか減少しつつある。

## 概要
- 学級数 - 9
- 生徒数 - 201（2020年4月現在）
- 職員数 - 22(2020年4月現在)
- 学校給食 - あり
- 学校長 - 本間 到(2024年4月～)

## 学校行事
- 合唱コンクール(通称:合唱コン)
- 文化活動発表会(通称:文活)

## 交通
- 北海道旅客鉄道宗谷本線 南稚内駅から徒歩8分
- 宗谷バス南小学校前から徒歩12分

## ソーラン節
ソーラン節で有名な中学校であり、札幌で毎年開催されるYOSAKOIソーラン祭りに招待され出場したことがある（現在は参加していない）。
1993年に行われた第10回日本民謡民舞大賞で郷土芸能部がグランプリ（総理大臣賞）を受賞した。
また、1999年から2005年にかけて、TBSのドラマ「3年B組金八先生」で生徒達が南中ソーランを踊るシーンが取り入れられたほか、2003年には、南中ソーランでソーラン節を歌っている伊藤多喜雄が第54回NHK紅白歌合戦に出演した際は、稚内から伊藤の歌に合わせて踊る姿がライブ中継された。

## 創立60周年記念事業
2009年、創立60周年を迎え、同年～2010年度に創立60周年記念事業を実施した。
2010年8月には『南中の未来を語る会』と題し、現南中生、元南中生、現南中教員、元南中教員、地域住民、PTA等が文字通り南中の未来を語った。同年12月には生徒会が中心となり、今でも『We are the leading role-私たちが主役だ~内も外もかっこいい、南中の誇りと自信を築こう。』というスローガンを発表し、校舎に掲げている。
また、2010年10月24日に行われた『第26回文化活動発表会』では第1回の文活で披露された劇『父ちゃんの海』
の続編を公開した。